# 杜毗
杜毗（?—?），字长基，西晋蜀郡成都县（治今四川省成都市）人。杜轸的儿子。
杜毗被州里举为秀才。大将军、成都王司马颖征辟杜毗为大将军掾，转任尚书郎，参太傅军事。永嘉末年，洛阳被汉赵攻克，杜毗避乱南渡长江，王敦推荐他为益州刺史。将要与宜都郡太守柳纯固守白帝城，杜弢派军攻打杜毗，杜毗战败遇杀害。杜毗次子杜歆，举秀才。